# Breitenbach (Erle)
 Breitenbach er en 9,1 km lang flod i Thüringer Wald. Floden ligger nær byen Schleusingen i det sydlige Thüringen i Tyskland. Sammen med sin vigtigste biflod Vesser er Breitenbach 13,6 km lang. Breitenbach udmunder i floden Erle.
50°31′18″N 10°45′27″Ø / 50.5217°N 10.7575°Ø